# Jul på Björnberget
Jul på Björnberget (Christmas on Bear Mountain) är den första serien där seriefiguren Joakim von Anka är med. Serien skrevs och tecknades 1947 av Carl Barks. Den handlar om Joakim som bjuder Kalle Anka och Knattarna på jul i sin stuga i bergen för att roa sig själv lite.
Historien är baserad på En julsaga av Charles Dickens.